# Kassina wazae
Espèce
Statut de conservation UICN

 DD  : Données insuffisantes
Kassina wazae est une espèce d'amphibiens de la famille des Hyperoliidae.

## Répartition
Cette espèce est endémique du Cameroun. Elle se rencontre dans le parc national de Waza dans la région de l'Extrême-Nord,. Sa présence est incertaine au Tchad et au Nigeria.

## Étymologie
Cette espèce est nommée en référence au lieu de sa découverte, parc national de Waza.

## Publication originale
- Amiet, 2007 : Les Phlyctimantis et Kassina du Cameroun (Amphibia, Anura, Hyperoliidae). Revue Suisse de Zoologie, vol. 114, no 1, p. 87-126 (texte intégral).